# Episteme postnigra
Episteme postnigra är en fjärilsart som beskrevs av Hanan Bytinski-salz 1939. Episteme postnigra ingår i släktet Episteme och familjen nattflyn. Inga underarter finns listade i Catalogue of Life.